# Stillahavslaxar
Stillahavslaxar (Oncorhynchus) är ett släkte inom familjen laxfiskar (Salmondidae) med ett antal laxartade fiskarter som lever i Stilla havsregionen. Dess vetenskapliga namn härstammar från grekiskans onkos 'krok' och rynchos 'nos, näsa'.
Liksom arter inom släktet Salmo så är de anadroma vilket innebär att de vandrar från saltvatten för att fortplanta sig i sötvatten. Stillahavslaxar är semelpar.

## Arter
- Guldöring (Oncorhynchus aguabonita)
- Apacheöring (O. apache)
- Mexikansk guldöring (O. chrysogaster)
- Strupsnittsöring (O. clarkii)
- Gilaöring (O. gilae)
- Iwameöring (O. iwame)
- Puckellax (O. gorbuscha) kallas också pinklax
- Satsukimasulax (O. ishikawai)
- Hundlax (O. keta) kallas också chum eller chumlax
- Silverlax (O. kisutch)
- Masulax (O. masou)
  - O. m. rhodurus - underart som är endemisk för Biwasjön i Honshu i Japan
  - O. m. formosanum - underart som är endemisk för Taiwan.
- Regnbåge (Oncorhyncus mykiss)
- Indianlax (O. nerka)
- O. rastrosus - art som dog ut under sen miocen till pleistocen.
- Kungslax (O. tshawytscha)